# ГЕС Креста
ГЕС Креста — гідроелектростанція у штаті Каліфорнія (Сполучені Штати Америки). Знаходячись між ГЕС Рок-Крік (вище по течії) та ГЕС Poe, входить до складу каскаду на річці Норт-Форк-Фетер, яка бере початок у південному масиві Каскадних гір та тече на південь через північно-західне завершення гір Сьєрра-Невада до злиття з Міддл-Форк-Фетер у річку Фетер (ліва притока Сакраменто, що впадає до затоки Сан-Франциско).
У межах проекту річку перекрили бетонною греблею висотою 35 метрів та довжиною 115 метрів, яка потребувала 58 тис. м3 матеріалу. Вона утримує водосховище з площею поверхні 0,38 км2 та об'ємом 5,1 млн м3.
Зі сховища під лівобережним гірським масивом прокладено дериваційний тунель довжиною 6,4 км з діаметрами двох секцій 7,9 та 5,8 метра. Після підземного вирівнювального резервуару він переходить у два напірні водоводи довжиною біля 0,25 км кожен з діаметрами 3,7 метра.
Основне обладнання станції становлять дві турбіни типу Френсіс загальною потужністю 71 МВт, яка працюють при напорі 88 метрів.
Видача продукції відбувається по ЛЕП, розрахованій на роботу під напругою 230 кВ.